# Bö i Klövedal
Bö i Klövedal is een plaats in de gemeente Tjörn in het landschap Bohuslän en de provincie Västra Götalands län in Zweden. De plaats heeft 71 inwoners (2005) en een oppervlakte van 23 hectare. De plaats ligt op het eiland Tjörn en wordt voornamelijk omringd door rotsen en landbouwgrond, ook ligt er wat bos rondom de plaats.